# Centro Santa Fe
El Centro Santa Fe es el centro comercial más grande de México, es el segundo de Hispanoamérica después del Albrook Mall en Panamá, el tercero más grande de Norteamérica y uno de los 30 más grandes del mundo, cuenta con seis niveles de planta, inaugurado el 19 de noviembre de 1993, construido y diseñado por el arquitecto mexicano Juan Sordo Madaleno.
Su edificación alcanza los 600, 501 m2 de los cuales, 260, 367 m2 son espacios rentables que sirven como escaparate comercial a marcas de talla internacional como: Dolce & Gabbana, Emporio Armani, Ermenegildo Zegna, Salvatore Ferragamo, entre otras más tiendas anclas principales.

## Historia
Está ubicado en la Ciudad de México, dentro de la zona financiera de Santa Fe. Fue inaugurado la fecha del 19 de noviembre de 1993, cuenta con más de 501 locales, con estacionamiento para más de 7, 000 autos y una pista de hielo.
En el año 2016 se le hizo una expansión al centro comercial con un nuevo estilo de zona comercial llamada "Vía Santa Fe", bajo el nuevo complejo de cines Cinemex.
En el mes de noviembre de 2023 Centro Santa Fe cumplió 30 años de historia, luego de más de 2 modificaciones a la plaza comercial.

## Tiendas ancla
Los negocios principales que anclan el centro incluyen los almacenes de departamento como Saks Fifth Avenue, El Palacio de Hierro, Liverpool, Sears, Alboa Prime (tienda de artículos para el hogar) y Sanborns, el supermercado de estilo premium Selecto Chedraui, así como la cadena de cines Cinemex, junto con una pista de hielo.

## Seguridad y ubicación
El Centro Comercial Santa Fe está ubicado en el Centro Financiero de Santa Fe, aproximadamente a una hora del centro de la Ciudad de México, con dirección Poniente en una de las zonas más ricas de la ciudad. Su acceso principal es por Vasco de Quiroga o por Prolongación Paseo de la Reforma (Carretera México-Toluca de cuota).
El centro comercial cuenta con circuito cerrado por los pasillos, y también por el estacionamiento.

### Horarios
Cuenta con un horario, todos los días de 11:00 a 21:00, los horarios de las tiendas departamentales, cines y restaurantes pueden variar conforme a los mismos.
Horario del Centro de Atención, lunes a viernes de 9:00 a 20:00, sábados, domingos y días festivos de 10:00 a 20:00.